# Vola mio mini pony (serie animata 1984)
Vola mio mini pony (My Little Pony, successivamente My Little Pony 'n Friends) è una serie animata televisiva statunitense prodotta dalla Sunbow Production in seguito al successo della linea di giocattoli Hasbro Mio Mini Pony.
Vennero inizialmente mandati in onda due episodi stand-alone (uno nel 1984 e l'altro nel 1985). Tra il 1986 e il 1987 vennero poi prodotte due stagioni televisive composte in totale da 65 episodi all'interno di My Little Pony 'n Friends: questo spazio era composto da un episodio di My Little Pony seguito da un altro cartone ispirato pure da un giocattolo Hasbro, a rotazione tra The GLO Friends, MoonDreamers, Pit Pot.
In Italia andò in onda su Italia 1, con il doppiaggio diretto da Paolo Torrisi; la sigla Vola mio mini pony fu affidata alla voce di Cristina D'Avena ed è stata scritta da Alessandra Valeri Manera e da Carmelo "Ninni" Carucci.

## Trama
Ponyland (nella versione italiana tradotto talvolta semplicemente come "Ponilandia", ma più spesso come "Valle della Felicità") è una terra fatata dove abitano diverse creature magiche. Nella Villa del Paradiso (Paradise Estate) i Mini Pony vivono una vita pacifica e serena a base di giochi e musica. Tuttavia, non tutti gli abitanti di Ponyland sono così pacifici, ed i pony spesso si trovano a dover affrontare streghe, troll, goblin, ed altri mostri che vorrebbero eliminare i pony o ridurli in schiavitù. In loro aiuto c'è una bambina umana, l'unica a cui è permesso entrare a Ponyland, di nome Megan (doppiata prima da Donatella Fanfani). Essa vive in una fattoria "dall'altra parte dell'arcobaleno" ed è spesso affiancata da un fratellino di nome Danny ed una sorellina di nome Molly.

## Episodi

### Gli speciali natalizi (1984-1985)
Negli anni precedenti al lungometraggio e della serie animata, furono prodotti due mediometraggi trasmessi rispettivamente nel natale del 1984 e del 1985. In questi cartoni vengono introdotti per la prima volta alcuni dei personaggi che ricompariranno nei cartoni successivi, tra cui la protagonista Megan, il draghetto Spike ("Dragoberto") e il Moonchik ("vecchio saggio") e i Bushwoolies ("Batuffoli"). Essi sono, nondimeno, molto diversi dai successivi episodi, sia nel disegno che nell'"atmosfera" piuttosto lugubre.
In Italia, i due mediometraggi furono trasmessi alla fine della seconda serie, alla stregua di prequel, con la voce di Donatella Fanfani-Megan che apriva il cartone dicendo: "Ragazzi, volete sapere come conobbi i Mini Pony?"
1. My Little Pony (episodio pilota) (1984) - Il crudele re Tirac, una malvagia creatura simile ad un centauro, residente nel Castello di Mezzanotte e dotata del Potere dell'Oscurità, trasforma ogni essere vivente in un mostro, avvolgendolo nel suo Arcobaleno Oscuro, che porta in una bisaccia pulsante come un cuore. Alcuni Minipony, magici cavallini abitanti del Castello dei Sogni, catturati dagli stratadonti, esseri volanti al servizio di Tirac, rischiano di essere trasformati a loro volta in creature mostruose. Firefly, il più abile nel volo fra i minipony, attraversa l'arcobaleno per raggiungere Megan, una bambina che abita in una fattoria dall'altra parte dell'iride, e trasportarla nel mondo dei sogni. Solo lei infatti potrà, grazie all'Arcobaleno di Luce donatogli dal Moonchik (vecchio gnomo saggio) aiutare i pony a sconfiggere Tirac.  (Originariamente priva di titolo, questa mediometraggio è conosciuto con diversi nomi, come My Little Pony in Dreamland, Firefly's Adventure, Rescue from Midnight Castle or Escape from Midnight Castle nelle varie pubblicazioni. Successivamente diviso in due parti quando fu associato alla serie.) Trasmesso come penultimo episodio della seconda serie in Italia.
2. Fuga da Catrina  (Escape from Catrina, 1985) - Un gatto magico costringe i Batuffoli  (Bushwoolies) a lavorare per creare la pozione stregata fonte dei suoi poteri.  Quando essi fuggono, cerca di fare dei Minipony i suoi nuovi schiavi. A salvarli sarà ancora una volta Megan, con il suo Arcobaleno di Luce. (Diviso in due parti quando associato alla serie; in Italia ne fu tagliata una parte, comprendente una canzone). Trasmesso come ultimo episodio della seconda serie in Italia.

### Prima stagione
1. La Valle dei Pony Svolazzanti (The End of Flutter Valley, 10 episodi) - Le streghe del Vulcano della Malinconia decidono di vendicarsi dei Pony Svolazzanti, eliminando la Pietra Solare, da cui essi e la loro valle traggono la vita. Per farlo si alleano con un'armata di api giganti, che cattura i pony imprigionandoli in un enorme alveare e rovesciando loro addosso miele, e ruba la pietra. I minipony, che dopo una visita ai Pony Svolazzanti, stavano tornando a casa, vengono in parte catturati ed in parte finiscono in un mondo sotterraneo abitato dalle Palle di Pelo, cugine dei Batuffoli. Alla fine, tra alterne vicende, Megan, i minipony e i Pony Svolazzanti riescono a liberarsi delle api e a scacciare le streghe dalla valle. Questa lunga avventura è un diretto sequel di Mio mini pony - Il film.
2. Il Fantasma di Villa del Paradiso (The Ghost of Paradise Estate, 4 episodi) - Strani rumori fanno credere ai minipony che la villa sia infestata da fantasmi. Si tratta invece di una fenice, che li aiuterà a sconfiggere una creatura marina che viveva nella Valle della Felicità prima della costruzione della villa. Megan con l'Arcobaleno di Luce ricostruirà la casa.
3. The Great Rainbow Caper (1 episode) - Un paio di scimmie con l'hobby delle invenzioni catturano Danny e Melissa (Surprise) chiedendo l'Arcobaleno di Luce come riscatto.
4. La Principessa degli Specchi (The Glass Princess, 4 episodes) - Porcellina, un maiale narcisista, desidera trasformare tutto il mondo in vetro, per poter vedere ovunque il riflesso di se stessa. Fa catturare ai Rapaci, delle mostruose creature metà cane metà uccello, tre Minipony, allo scopo di utilizzare le loro criniere per riparare il suo mantello magico, fonte dei suoi poteri. Alla fine trasforma anche tutti gli esseri viventi in vetro, ma viene tradita dai Rapaci. I Minipony e Megan creano un falso mantello magico col pelo dei Batuffoli e rubano quello vero.
5. Il Cucciolo (Pony Puppy, 1 episodio) - I Minipony adottano un cagnolino abbandonato, ma ci sono alcuni problemi: il "cagnolino" è infatti grande come un elefante.
6. Luci della Ribalta (Bright Lights, 4 episodi) - Le bambine pony sono entusiaste quando la Rock star Knight Shade suona per loro - ma il concerto è solo un pretesto per rubar loro le ombre e nutrirne un Signore Oscuro! Dopo lo spettacolo vengono rapite. I Minipony, Megan e i suoi fratellini vanno a cercarle, ma, giunti in una città di roditori, vengono imprigionati in una enorme trappola per topi. Liberatisi, incontrano Knight Shade che si pente dei suoi misfatti e li aiuta a salvare le piccole pony.
7. Caccia al Tesoro (Sweet Stuff and the Treasure Hunt, 1 episodio) - Dolcina (Sweet Stuff) non trova chi giochi con lei, e si sente inferiore quando prova a giocare con gli unicorni e i pegasi, ma alla fine capisce che è dotata di un talento tutto suo.
8. Il Ritorno di Tambelon (The Return of Tambelon, 4 episodi) - L'antica città di Tambelon scomparve 500 anni fa.  Adesso, essa ritorna alla Valle della Felicità - e tutti gli unicorni svaniscono misteriosamente. Megan, Danny e Molly si mettono alla loro ricerca, per essere a loro volta catturati da dei mostri simili ad ovini, che intendono trasformarli in schiavi, sfruttando il fatto che essi possiedono le mani.
9. Un Tocco di Magia (Little Piece of Magic, 1 episodio) - Fiocco (Ribbon) and Pallina (Button) insegnano alle bambine pony il valore dell'immaginazione.
10. Le Monete Magiche (The Magic Coins, 4 episodi) - I Minipony sono felici di scoprire un baule del tesoro pieno di monete sonanti. Presto scoprono che queste monete possono esaudire qualsiasi desiderio, ma è troppo tardi: qualcuno desidera che non piova mai più, e Ponilandia rimane senz'acqua mettendo le loro vite in pericolo. Il Moonchik rivela loro che per spezzare l'incantesimo è necessario l'intervento del troll a cui il tesoro appartiene.
11. Che sbadata (Mish Mash Melee, 1 episodio) - Dopo un miscuglio magico, Fizzy, Ombretta, Schizzo e Gustavo devono vivere ognuno con la personalità dell'altro fino a restaurare lo stato naturale delle cose.
12. Ahimè! (Woe Is Me, 2 episodi) - I Minipony soccorrono lo Woebegone, un vagabondo jettatore che porta sfortuna e disastri ovunque vada.
13. Fiori Fuggiaschi (Fugitive Flowers, 2 episodi) - Giganteschi granchi devastano la foresta intorno alla Valle della Felicità. L'arrivo di alcuni fiori che camminano e parlando mette i Minipony al centro di una guerra, nella quale non sempre è chiaro da che parte stare: i fiori, aiutati, si trasformano in mostri.
14. Cavalier voglio diventar  (Would Be Dragonslayer, 1 episodio) - Dragoberto (Spike) è rincorso da un giovane scudiero deciso a divenire un cavaliere. I pony lo aiutano a realizzare il suo sogno senza far del male al loro amico.
15. Il Grande Freddo (Baby, It's Cold Outside, 2 episodio) - I Minipony si rallegrano della neve che fiocca in estate, non comprendendo che è una trama del Re dei Pinguini per congelare Ponilandia e distruggere coloro che non sono in grado di sopravvivere al freddo.
16. Crunch, cane di pietra (Crunch the Rockdog, 2 episodi) - Un malvagio cane di pietra imperversa per Ponilandia, trasformando qualsiasi persona che tocca in roccia. Megan e gli altri sostituiranno il medaglione di pietra lavica che porta al collo, proveniente dal Vulcano della Malinconia, donandogli un cuore e quindi dei sentimenti.
17. La Rivolta (The Revolt of Paradise Estate, 2 episodi) - Con una vernice magica, donatagli da un mago, i Minipony pensano di restaurare la villa. Tutto al tocco della vernice si ripara automaticamente, ma i mobili, gli oggetti e le stesse pareti prendono vita, ribellandosi ai loro padroni e scacciandoli da casa.
18. Attraverso la Porta (Through the Door, 2 episodi) - I Minipony trovano una porta fra le rocce, e apertala, scoprono che si tratta delle entrata per il mondo delle fiabe, da cui fuoriescono Robin Hood, Aladino e il suo Genio, Sharazade, il Principe Azzurro ed Ercole. Ma quando Tobia (Heart-Throb) attraversa la porta, un terribile drago invade Ponilandia.

### Seconda stagione
1. La Ricerca delle Principesse Pony (The Quest of the Princess Ponies, 4 episodi) - Lavan, un demone di lava, rapisce le principesse pony e si impadronisce delle loro bacchette magiche. Con le bacchette nelle mani di Lavan, Ponilandia precipita nel caos. Bisognerà, con l'aiuto dei demoni di cristallo, sconfiggere Lavan e i suoi seguaci.
2. La Ricerca di Dragoberto (Spike's Search, 1 episodio) - Dragoberto, in cerca delle sue radici, si unisce ad una banda di draghi, ma alla fine non apprezza i loro comportamenti crudeli..
3. I Ferri di Cavallo Dorati (The Golden Horseshoes, 2 episodi) - Quando una misteriosa malattia colpisce l'unicorno Mimì (Mimic), il Moonchick manda Megan e i pony Fischietto, Palmina, Polly e Stella Polare a cercare i quattro ferri di cavallo dorati, sparsi per tutta Ponilandia. La loro magia è l'unica speranza per guarire Mimì.
4. Il Castello Volante (Flight to Cloud Castle, 2 episodi) - I pony pegaso Tobia,Lulù e Nontiscordardimé volano ad aiutare un principe a salvare la sua amata, addormentata in una castello sospeso nel cielo.
5. La Guerra dei Gelati (The Ice Cream Wars, 1 episodio) - Quando una faida tra due cuochi lascia il negozio di dolci senza gelati, le bambine pony decidono di ristabilire la pace.
6. Sonnambula (Somnambula, 2 episodi) - Una vecchia strega trascina i Minipony, ipnotizzandoli, in un mondo magico in cui tutti i loro sogni sembrano diventare realtà. In realtà, essa desidera imprigionarli laggiù per rubare loro la giovinezza. A salvarle saranno i Grandi Fratelli Pony (Big Brothers Ponies).
7. Il Principe e i Pony (The Prince and the Ponies, 1 episodio) - I pony vengono invitati ad una cena di gala in un palazzo reale - ma la proprietaria, la Duchessa, è una cuoca che si è impadronita del trono e sua figlia vorrebbe usare le Minipony neonate come giocattoli.

### Gli episodi in Italia
Come spesso è capitato per molte serie Tv, anche gli episodi di Vola mio mini pony sono stati trasmessi con una sequenza temporale differente rispetto alla edizione originale:
1. I fiori fuggiaschi parte 1 e 2 (Fugitive Flowers)
2. Le monete magiche parte 1, 2, 3 e 4 (The Magic Coins)
3. Il fantasma della tenuta del Paradiso parte 1, 2, 3 e 4 (The Ghost of Paradise Estate)
4. Il cane di pietra parte 1 e 2 (Crunch the Rockdog)
5. Il cucciolo dei pony (Pony Puppy)
6. Caccia al tesoro (Sweet Stuff and the Treasure Hunt)
7. Il ritorno di Tambelon parte 1, 2, 3 e 4 (The Return of Tambelon)
8. La rivolta parte 1 e 2 (The Revolt of Paradise Estate)
9. Luci della ribalta parte 1, 2, 3, e 4 (Bright Lights)
10. Ahimé parte 1 e 2 (Woe Is Me)
11. Un tocco di magia (Little Piece of Magic)
12. Un gran parapiglia (Mish Mash Melee)
13. Che freddo fa parte 1 e 2 (Baby, It's Cold Outside)
14. La principessa degli specchi parte 1, 2, 3 e 4 (The Glass Princess)
15. Attraverso la porta parte 1 e 2 (Through the Door)
16. L'ammazza draghi (Would Be Dragonslayer)
17. L'arcobaleno (The great rainbow caper)
18. La valle dei Pony Svolazzanti (The End of Flutter Valley. parte 1). Questo episodio è stato suddiviso in 10 parti ed ogni episodio, anziché avere lo stesso titolo con la sola suddivisione in parte 1, 2, etc, ha una titolazione a sé.
19. Le Streghe (The End of Flutter Valley. parte 2)
20. I Pony Svolazzanti prigionieri (The End of Flutter Valley. parte 3)
21. Le ciocche di pelo (The End of Flutter Valley. parte 4)
22. Tutto in fiamme (The End of Flutter Valley. parte 5)
23. In cerca di aiuto (The End of Flutter Valley. parte 6)
24. Arriva Megan (The End of Flutter Valley. parte 7)
25. Le api all'attacco (The End of Flutter Valley. parte 8)
26. Corsa contro il tempo (The End of Flutter Valley. parte 9)
27. Uniti si vince (The End of Flutter Valley. parte 10)
28. Il castello delle nuvole parte 1 e 2 (Flight to Cloud Castle)
29. La ricerca di Dragoberto (Spike's Search)
30. Il principe e i Pony (The Prince and the Ponies)
31. La ricerca delle principesse Pony parte 1, 2, 3 e 4 (The Quest of the Princess Ponies)
32. La sonnambula parte 1 e 2 (Somnambula)
33. I ferri di cavallo d'oro parte 1, e 2 (The Golden Horseshoes)
34. Salvataggio al castello di mezzanotte parte 1 e 2 (My Little Pony - Pilote. 1984)
35. Fuga da Katrina parte 1 e 2 (Escape from Catrina. 1985)

## Personaggi
La serie Vola mio Mini Pony (My Little Pony 'n Friends) fu creata in seguito alla produzione della linea di giocattoli e, durante gli episodi di questa serie Tv, compaiono solo alcuni dei Pony fino ad allora prodotti. I nomi dei Pony furono ovviamente modificati per l'edizione italiana e, talvolta, lo stesso Pony porta nomi differenti.
| Nome originale      | Nome italiano          | Tipologia                                                | Caratteristiche |
| ------------------- | ---------------------- | -------------------------------------------------------- | --- |
| Megan               | Megan                  | Umana                                                    | Ragazzina di 13 anni nonché unica umana, assieme al fratello Danny ed alla sorellina Molly, a poter entrare nel regno dei mini Pony                         |
| Molly               | Molly                  | Umana                                                    | Sorella minore di Megan. Ha 7 anni. |
| Danny               | Danny                  | Umano                                                    | Fratello minore di Megan. Ha 10 anni. |
| Spike               | Dragoberto             | Drago                                                    | Draghetto amico dei mini Pony e spesso presente nelle loro avventure.                                                                                       |
| Firefly             | Berenice               | Mini Pony della famiglia dei Pegaso                      | Pony dal manto rosa. Criniera e coda celeste. Come simbolo ha due saette azzurre.                                                                           |
| Surprise            | Melissa                | Mini Pony della famiglia dei Pegaso                      | Pony dal mando bianco. Criniera e coda verde. Come simbolo ha 4 palloncini rosa.                                                                            |
| Gusty               | Gustavo                | Mini Pony della famiglia degli Unicorno                  | Pony dal manto bianco. Criniera verde con una ciocca rossa. Coda verde. Come simbolo ha 5 foglie rosse.                                                     |
| Skyflier            | Eva                    | Mini Pony della famiglia degli Unicorno                  | Pony dal manto rosa. Criniera e coda fuxia. Come simbolo ha 5 aquiloni blu.                                                                                 |
| Cotton Candy        | Pinky                  | Mini Pony terrestre                                      | Pony dal manto rosa. Criniera e coda rosa scuro. Come simbolo ha delle palline bianche che ricordano lo zucchero filato.                                    |
| Parasol             | Rosa                   | Mini Pony Arcobaleno terrestre                           | Pony dal manto rosa. Criniera e coda arcobaleno. Come simbolo ha 4 ombrellini viola e blu.                                                                  |
| Starshine           | Bianco                 | Mini Poni Arcobaleno della famiglia dei Pegaso           | Pony dal manto bianco. Criniera e coda arcobaleno. Come simbolo ha un sole argentato.                                                                       |
| Baby Cuddles        | Drin Drin              | Baby Pony terrestre                                      | Pony dal manto celeste. Criniera e coda rosa. Come simbolo ha un sonaglino rosa.                                                                            |
| Bow Tie             | Timmy                  | Pony terrestre                                           | Pony dal manto azzurro. Criniera e coda rosa. Come simbolo ha 6 fiocchi rosa.                                                                               |
| Applejack           | Melania                | Pony terrestre                                           | Pony dal manto arancione. Criniera e coda giallo tendente all'arancio. Come simbolo ha 5 mele rosse.                                                        |
| Seashell            | Ondina                 | Poni terrestre                                           | Pony dal manto lilla. Criniera e coda verde acqua. Come simbolo ha 6 conchiglie verdi.                                                                      |
| Sundance            | Ballerino              | Pony terrestre                                           | Pony dal manto bianco. Criniera e coda rosa. Come simbolo ha 4 cuori rosa messi in cerchio.                                                                 |
| Cupcake             | Golosone               | Pony Terrestre                                           | Pony dal manto bianco. Criniera e coda Blu. Come simbolo ha 5 Cupcake rosa e arancio.                                                                       |
| Heart Throp         | Tobia                  | Pony della famiglia dei Pegaso                           | Pony dal manto rosa. Criniera e coda Rosse. Come simbolo ha dei cuori alati rosa.                                                                           |
| Fizzy               | Titti                  | Pony dagli occhi brillanti della famiglia degli unicorni | Pony dal manto blu acqua. Criniera e coda Blu, bianco e varie tonalità di rosa. Come simbolo ha 5 milkshakes.                                               |
| Lickety Split       | Fortunato              | Pony terrestre                                           | Pony dal manto rosa. Criniera e coda rosa chiaro. Come simbolo ha 6 coni gelato.                                                                            |
| Buttons             | Pallina - Lilla        | Pony della famiglia degli unicorno                       | Pony dal manto rosa. Criniera e coda blu e rosso. Come simbolo ha 5 bottoni rossi e 2 stelle blu.                                                           |
| Baby Tiddley-Winks  | Linda                  | Pony terrestre                                           | Pony dal manto rosa. Criniera e coda rosa chiaro. Come simbolo ha un bavaglino bianco con cuore blu.                                                        |
| Sweet Stuff         | Dolcina                | Pony terrestre dagli occhi brillanti                     | Pony dal manto celeste. Criniera e coda rosso, porpora, rosa e bianco. Come simbolo ha 3 muffins rosa e 3 muffins porpora.                                  |
| Ribbon              | Fiocco                 | Pony della famiglia degli unicorno                       | Pony dal manto blu. Criniera senape e arancio scuro. Coda senape. Come simbolo ha un nastro bianco legato a fiocco.                                         |
| Whizzer             | Trillo - Fischietto    | Pony dagli occhi brillanti della famiglia dei pegaso     | Pony dal manto rosa. Criniera e coda rosso, verde, blu e bianco. Come simbolo ha 3 cappellini rosa con elica.                                               |
| Baby Ribbon         | Fiocchettino           | Pony della famiglia degli unicorno                       | Pony dal manto blu. Criniera senape e coda senape con un ciuffo rosso. Come simbolo ha un nastro bianco legato a fiocco.                                    |
| Galaxy              | Galaxy                 | Pony dagli occhi brillanti della famiglia degli unicorno | Pony dal manto rosa scuro. Criniera e coda rosso, rosa e bianco. Come simbolo ha stelle rosse che formano la costellazione dell'orsa maggiore (gran carro). |
| Forget-me-not       | Non ti scordar di me   |                                                          | |
| North Star          | Stella Polare          |                                                          | |
| Cherries Jubilee    | Ciliegia               |                                                          | |
| Paradise            | Palmina                | Pony della famiglia dei pegaso                           | Pony dal manto bianco. Criniera e coda arancione scuro. Come simbolo ha due palme.                                                                          |
| Baby Lofty          | Nipotina di Polly      |                                                          | |
| Baby Heart Throp    | Nipotina di Tobia      |                                                          | |
| Lofty               | Polly                  | Pony della famiglia dei pagaso                           | Pony dal manto giallo. Criniera gialla.Come simbolo ha una mongolfiera rosa e cinque stelle rosse.                                                          |
| Baby Half Note      | Farfallina             |                                                          | |
| Masquerade          | Mascherina             |                                                          | |
| Shady               | Ombretta               |                                                          | |
| Posey               | Penelope               | Pony terrestre                                           | Pony dal manto giallo chiaro. Criniera e coda rosa chiaro. Come simbolo ha 5 tulipani rosa.                                                                 |
| Truly               | Colomba                |                                                          | |
| Sea Shimmer         | Ulisse                 |                                                          | |
| Surf Rider          | Ambra                  |                                                          | |
| Magic Star          | Stellina               |                                                          | |
| Gingerbread         | Ginger                 |                                                          | |
| Rosedust            | Rosellina              |                                                          | |
| Honeysuckle         | Latte e Miele          |                                                          | |
| Morning Glory       | Mattino Radioso        |                                                          | |
| Locket              | Lulù                   |                                                          | |
| Princess Tiffany    | Principessa Tiffany    |                                                          | |
| Baby Quackers       | Baby Qua Qua           |                                                          | |
| Princess Royal Blue | Principessa Royal Blue |                                                          | |
| Tex                 | Tex                    |                                                          | |
| Mimic               | Mimì                   |                                                          | |
| Twilight            | Ninna Nanna            |                                                          | |
| Moondancer          | Luna                   |                                                          | |
| Baby Moondancer     | Nipotino di Luna       |                                                          | |
| Baby Surprise       | Nipotino di Melissa    |                                                          | |
| Baby Cotton Candy   | Nipotino di Pinky      |                                                          | |
| Baby Glory          | Nipotino di Clio       |                                                          | |
| Glory               | Clio                   |                                                          | |

## Dvd
Nel 2008 Medianetwork Communication S.p.a ha distribuito l'intera serie in DVD. Sono stati prodotti due cofanetti, ognuno contenente 32 episodi della serie TV. I DVD riportano il solo audio in lingua Italiana in formato Dolby Digital 2.0. ed è presente la sigla Vola mio mini pony cantata da Cristina D'Avena.